# Oceano

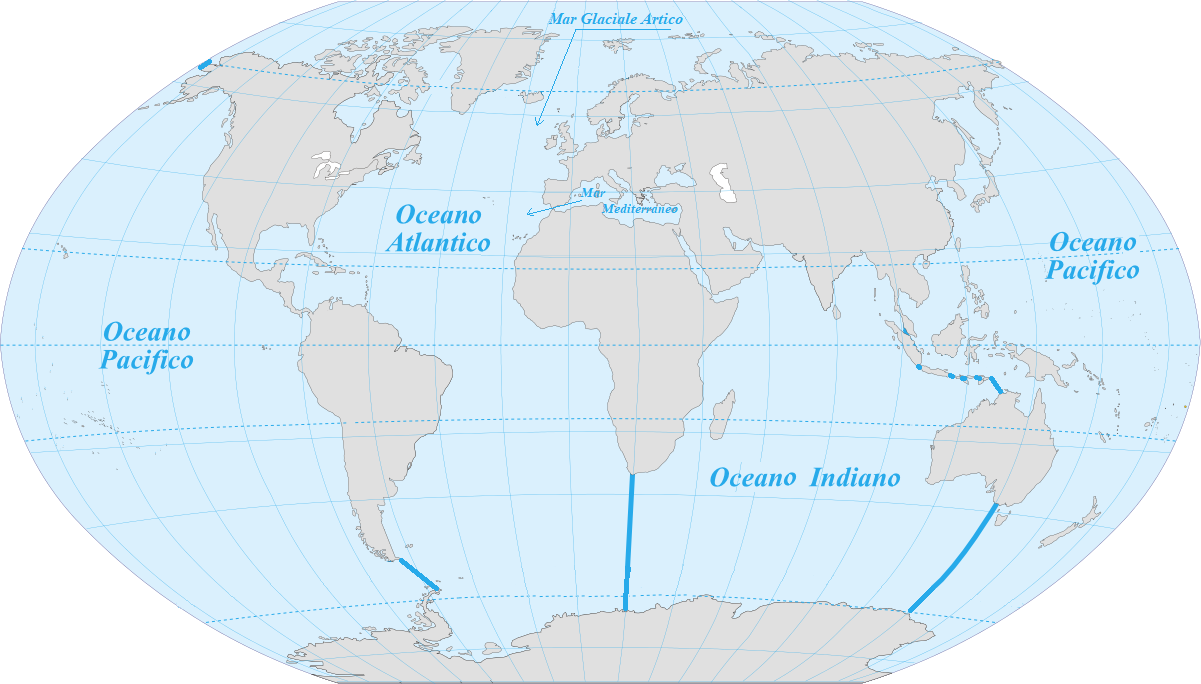
Gli oceani del mondo, secondo il criterio utilizzato in Italia, che ne identifica tre

Gli oceani del mondo, secondo il criterio anglosassone, che ne identifica cinque

L'oceano è l'insieme delle vaste distese d'acqua salata presenti sulla superficie terrestre; si tratta di un complesso unico e continuo, che circonda i continenti e le isole e che comprende la maggior parte della superficie terrestre (circa il 70% della superficie totale).
Nell'oceano, inteso come complesso unico, si distinguono grandi masse d'acqua, delimitate da continenti, dette esse stesse oceani (come l'Atlantico, il Pacifico e l'Indiano), all'interno dei quali si distinguono a loro volte distese d'acqua minori, dette "mari dipendenti" (come il Mediterraneo e il Mar Rosso).
Il termine "oceano" può essere usato anche in contrapposizione con "mare" e in questo caso l'elemento discriminante sono le dimensioni; i mari sono infatti insenature marginali rispetto agli oceani e sono generalmente diversi per caratteristiche geologiche dei fondali.

## Numero degli oceani

Diverse convenzioni sul numero degli oceani

Planisfero tedesco del 1894, in cui già l'Oceano è tripartito in Atlantico, Pacifico ed Indiano, come si usa oggi in Italia.
Stiller Ocean = Oceano Pacifico
Atlantischer Ocean = Oceano Atlantico
Indischer Ocean = Oceano Indiano
Nőrdliches Eismeer = Mar Glaciale Artico

Esistono varie convenzioni riguardanti il numero degli oceani della Terra.
Similmente a quanto accaduto per la suddivisione delle terre emerse in continenti, anche nell'Oceano sono state identificate varie parti, anch'esse chiamate "oceani"; tale suddivisione, data l'unicità dell'Oceano, è assai più convenzionale rispetto a quella delle terre emerse, che tra loro presentano confini per la massima parte naturali. Già nel XVIII secolo si sentiva l'esigenza di suddividere l'oceano in poche, grandi parti; Louis de Jaucourt sull'Encyclopedie di Diderot spiega che questa necessità nasce "...non perché [l'Oceano] sia diviso da qualche confine, […] ma perché una distesa di mare così grande è percorsa da navigatori che hanno bisogno di distinguere dove si trovano; gli uomini hanno perciò immaginato parti che possano essere chiamate con nomi più particolari". 
La tripartizione in Oceano Atlantico, Oceano Pacifico e Oceano Indiano risale all'epoca delle grandi scoperte geografiche, si diffuse nel Settecento e trionfò a partire dall'Ottocento, grazie alla massiccia scolarizzazione degli europei, per l'esigenza didattica di semplificare temi caratterizzati da convenzioni contrastanti tra loro.
In Italia si segue questa tripartizione ed è dunque consuetudine identificare tre oceani: Oceano Pacifico, Oceano Atlantico e Oceano Indiano. Quello che, secondo criteri usati in altri paesi, si denomina "Oceano Artico", è considerato nella letteratura geografica italiana un mare dipendente dall'Oceano Atlantico: il "Mar Glaciale Artico", seguendo la tradizione secolare esposta sopra. I due modi diversi di considerare la distesa acquea che occupa l'Artide sono spiegabili con la sua estensione, più grande di altri mari dipendenti, ma considerevolmente minore rispetto agli altri oceani: ci sono solo 5 milioni di km² di differenza tra l'Artico e il più grande mare dipendente (il Mediterraneo Australasiatico) e 10 milioni di km² con il secondo per estensione (il Mediterraneo propriamente detto), mentre ci sono ben 60 milioni di km² di differenza con l’Oceano Indiano, 78 con l’Oceano Atlantico e 165 con l'Oceano Pacifico. Per ciò che riguarda la superficie di ciascun oceano, secondo la convenzione usata in Italia, si ha:
- Oceano Pacifico, 179000000 km²
- Oceano Atlantico, 106000000 km²
- Oceano Indiano, 74000000 km²

Nei paesi di lingua inglese si suole identificare anche un Oceano Artico, seguendo la proposta del 1928 dell'Organizzazione Idrografica Internazionale; i bacini in cui è suddiviso l'oceano secondo questa convenzione sono dunque quattro:
- Oceano Pacifico, 179000000 km²
- Oceano Atlantico, 92000000 km²
- Oceano Indiano, 74000000 km²
- Oceano Artico, 14000000 km²

Alcuni autori, anche in questo caso specialmente anglosassoni, portano il numero degli oceani a cinque, includendo anche l'insieme dei mari che costeggiano l'Antartide, con il nome di Oceano Antartico o Australe, che si differenzia dagli altri perché la sua individualità non è definibile geograficamente, ma solo in base a parametri climatici e fisico-chimici; inoltre, l'Oceano Antartico non è circondato dai continenti come gli altri oceani, ma è esso stesso a circondare un continente, ossia l'Antartide. Seguono questa convenzione la statunitense National Geographic Society e l'Organizzazione Idrografica Internazionale, nella sua proposta del 2000, che rivede quanto contenuto nella propria proposta del 1953, in cui l'Oceano Antartico era assente e riadotta il criterio contenuto nella sua proposta del 1937. Seguendo questa convenzione, gli oceani sono:
- Oceano Pacifico, 165000000 km²
- Oceano Atlantico, 89000000 km²
- Oceano Indiano, 71000000 km²
- Oceano Artico, 14000000 km²
- Oceano Antartico, 20000000 km²

## Descrizione
In ogni oceano si possono individuare mari mediterranei e mari marginali.
L'oceano ricopre il 71% della superficie terrestre, ovvero circa 360000000 km². Di questi, 155 800 000 km² sono nell'emisfero nord e 205 900 000 km² nell'emisfero sud. Il volume degli oceani e dei mari eccede la capacità dei bacini suddetti, cosicché l'acqua in eccesso copre le parti basse dei continenti creando le piattaforme continentali.
Il volume d'acqua totale degli oceani e dei mari è stimato in 1,34 miliardi di km3.
Le dimensioni longitudinali vanno dai 1500 km di larghezza minima valutata nell'Atlantico ai 13 000 km del bacino pacifico, mentre la profondità media si aggira intorno ai 3-4 km. Questo sviluppo in senso orizzontale comporta che le velocità delle correnti verticali siano ininfluenti nello studio dei flussi oceanici. Inoltre, determina distorsioni nelle rappresentazioni in scala del profilo dei bacini oceanici.
Sulla salute degli oceani incombono una serie di minacce multiple: inquinamento idrico, sovrapesca, riscaldamento globale, acidificazione degli oceani, deossigenazione degli oceani onde di calore marine, sfruttamenti di industria mineraria, disastro petrolifero.

### Il "Pianeta azzurro"

La Terra vista dallo spazio. Immagine satellitare dell'Africa e dell'Oceano Indiano.

La Terra vista dallo spazio appare come un "pianeta azzurro", secondo la celebre definizione di Jurij Gagarin; questo colore è dovuto alla presenza degli oceani che coprono la maggior parte della sua superficie (circa il 71%) e in parte allo scattering di Rayleigh della componente blu della luce solare da parte dell'atmosfera terrestre. Gli oceani rappresentano quindi il tipo di ambiente più diffuso sul pianeta. Nonostante ciò, si conosce ancora poco su di essi e molto c'è ancora da scoprire sulle profondità oceaniche poiché si tratta di ambienti che l'uomo non ha mai colonizzato, né totalmente esplorato. Eppure l'importanza degli ambienti oceanici è molto grande, sia per l'equilibrio ecologico del pianeta, sia per la vita dell'uomo. Gli oceani sono grandi serbatoi d'acqua e costituiscono il nodo più importante nel ciclo dell'acqua sulla terra: da essi l'acqua evapora e sale nell'atmosfera per poi cadere a terra sotto forma di precipitazioni, infine torna agli oceani attraverso i fiumi.
Gli oceani sono anche enormi serbatoi di calore che assorbono l'energia irradiata dal Sole e la rilasciano lentamente. Per questo motivo sono il più importante fattore di controllo del clima sulla Terra: la loro presenza attenua gli sbalzi di temperatura diurni e stagionali, mantenendo le temperature dell'aria entro valori tollerabili per gli organismi viventi. Possiamo considerarli il nostro termostato planetario.
Gli oceani sono di grande importanza per la vita dell'uomo. Dalle acque oceaniche si ricavano infatti grandi quantità di alimenti (pesci, molluschi, crostacei, alghe). Quantità enormi di petrolio e metano sono contenute nei giacimenti sottomarini.

### Caratteristiche delle acque oceaniche
Nelle acque oceaniche sono disciolti vari sali e gas, la cui presenza è fondamentale per la vita in questi ambienti. Da un litro di acqua di mare si possono estrarre 35 grammi di sali, dei quali il più abbondante è il cloruro di sodio (il sale da cucina). I principali gas disciolti nelle acque sono il biossido di carbonio, l'ossigeno, l'azoto, il metano e il solfuro di idrogeno; essi provengono dall'atmosfera e dall'attività degli organismi marini. Tra questi gas il più importante è l'ossigeno, poiché dalla sua concentrazione dipende la sopravvivenza della vita acquatica. La quantità di ossigeno presente nell'acqua dipende dalla temperatura: più l'acqua è fredda, maggiore è la concentrazione di ossigeno.
Nonostante la forte evaporazione dell'acqua, la concentrazione dei sali rimane pressoché costante perché l'acqua marina penetra nei sedimenti dove viene filtrata e rimessa in circolo depurata tramite le sorgenti idrotermali sottomarine come fu scoperto nel 1977 con il sottomarino DSV Alvin.
Le acque oceaniche sono in continuo movimento a causa del moto ondoso, delle maree e delle correnti. Tra questi movimenti il più importante è determinato dalle correnti: spostamenti per lunghe distanze di grandi masse d'acqua. Esse sono causate principalmente dai venti dominanti che spirano sulle acque oceaniche: (alisei e monsoni), ma anche dalle differenze di densità dell'acqua, dovute alla loro maggiore o minore salinità e temperatura.

#### Temperature medie
| Temperature medie degli oceani (°C) | Temperature medie degli oceani (°C) | Temperature medie degli oceani (°C) | Temperature medie degli oceani (°C) | Temperature medie degli oceani (°C) | Temperature medie degli oceani (°C) | Temperature medie degli oceani (°C) | Temperature medie degli oceani (°C) | Temperature medie degli oceani (°C) |
| Profondità                          | 60° lat. N                          | 60° lat. N                          | Equatore                            | Equatore                            | Equatore                            | 60° lat. S                          | 60° lat. S                          | 60° lat. S                          |
| ----------------------------------- | ----------------------------------- | ----------------------------------- | ----------------------------------- | ----------------------------------- | ----------------------------------- | ----------------------------------- | ----------------------------------- | ----------------------------------- |
|                                     | Atlantico                           | Pacifico                            | Atlantico                           | Pacifico                            | Indiano                             | Atlantico                           | Pacifico                            | Indiano                             |
| Superficie                          | 7°                                  | 4°                                  | 27°                                 | 27°                                 | 27°                                 | 0,3°                                | 1°                                  | 0,8°                                |
| −100 m                              | 10°                                 | 3°                                  | 21°                                 | 25°                                 | 23°                                 | 0,1°                                | 1,9°                                | 0,6°                                |
| −500 m                              | 8°                                  | 3,5°                                | 7°                                  | 8°                                  | 12°                                 | 2,5°                                | 1,7°                                | 1,2°                                |
| −1 000 m                            | 6°                                  | 3°                                  | 4°                                  | 4,5°                                | 6°                                  | 0,9°                                | 2°                                  | 1,5°                                |
| −3 000 m                            | 2°                                  | 2°                                  | 2,8°                                | 1,7°                                | 3°                                  | 0,3°                                | 0,1°                                | 0,1°                                |

### Sedimenti oceanici
La crosta dei bacini oceanici è quasi ovunque ricoperta di sedimenti che possono avere origine diversa.
I sedimenti terrigeni, di origine minerale, sono costituiti da materiali provenienti dall'erosione di rocce continentali, portati dai fiumi al mare e qui depositati. La velocità con la quale essi si accumulano sulle piane abissali è molto bassa: per formare uno strato di appena 1 cm di spessore possono essere necessari migliaia e migliaia di anni.
I sedimenti biogeni, di origine organica, sono formati da accumuli di conchiglie, gusci, scheletri, resti di alghe calcaree ecc. I più comuni sono i cosiddetti fanghi calcarei, costituiti essenzialmente da carbonato di calcio, formati principalmente da esoscheletri calcarei di organismi unicellulari che vivono in prossimità della superficie (plancton). Oltre i 4500 m di profondità si trovano i cosiddetti fanghi silicei, formati da resti di organismi unicellulari con esoscheletro siliceo.
I sedimenti pelagici, di origine chimica, sono costituiti da minerali autigeni, ossia che si formano direttamente nell'acqua marina. Appartengono a questo tipo di sedimenti i noduli polimetallici, ricchi di manganese e ferro, ma che contengono anche sodio, stronzio, rame, cadmio, cobalto, nichel ecc. Questi noduli costituiscono una riserva mineraria dalla quale, in futuro, si potrebbero estrarre metalli pregiati, in quantità estremamente superiore a quella presente in superficie.

## Gli ecosistemi oceanici
Nell'oceano sono apparse le prime forme di vita più di 3,6 miliardi di anni fa. L'acqua è molto più ospitale dell'aria e in essa vivono e si riproducono organismi che fanno parte di un gran numero di ecosistemi diversi. Gli organismi più importanti degli ecosistemi oceanici sono minuscole alghe e batteri che nel loro insieme costituiscono il fitoplancton. Questi organismi vegetali vivono sospesi nell'acqua e perciò si muovono portati dalle corrente e dal moto ondoso (plancton, dal greco andare errando).
Il fitoplancton è il principale produttore di ossigeno degli ambienti marini ed è alla base di tutte le catene alimentari del mare. La sua funzione è analoga a quella delle piante negli ambienti terrestri: attraverso la fotosintesi fornisce la materia organica di cui si alimentano gli animali e produce ossigeno, necessario alla respirazione.
Molte comunità di animali si cibano di fitoplancton: sono organismi di dimensioni maggiori che costituiscono nel loro insieme lo zooplancton; anch'essi non hanno la capacità di muoversi e vengono trasportati dai movimenti delle acque.

### Pozzo del carbonio
Gli oceani sono un importante serbatoio di carbonio atmosferico, detto carbonio blu.
Si calcola che il plancton sia così abbondante da sequestrare in un anno rispettivamente 16 miliardi e 1,5 miliardi di tonnellate di carbonio, che è l'elemento chimico fondamentale dei tessuti viventi.
Lo zooplancton, a sua volta, rappresenta una fonte di cibo per animali marini di dimensioni superiori, come piccoli pesci, calamari, seppie. Questi, infine, sono predati dai grossi pesci marini che costituiscono l'anello finale delle catene alimentari del mare.

### Un bioma oceanico: le barriere coralline

Barriera corallina.

Uno degli ambienti più interessanti delle aree oceaniche è quello delle scogliere coralline. Le più estese si trovano nel settore nord - orientale dell'Australia, in Indonesia, intorno alle isole dei Caraibi, nel Mar Rosso e nell'arcipelago delle isole Maldive nell'Oceano Indiano. Si tratta di formazioni calcaree, simili a grandi muraglie che si estendono anche per migliaia di chilometri nei mari tropicali. Esse sono costituite dagli scheletri esterni (esoscheletri) dei polipi dei coralli, organismi invertebrati che vivono in colonie di milioni di individui. Ogni colonia ha una base formata dall'accumulo di esoscheletri dei coralli morti e una parte superficiale ancora abitata. Questi organismi possono emergere dal loro scheletro rigido e allungare i tentacoli per filtrare le sostanze nutritive contenute nell'acqua.
Non tutti i coralli formano le scogliere coralline, ma solo le specie che vivono in simbiosi con un'alga unicellulare dalla quale ottengono la sostanza organica di cui si nutrono. Le alghe, a loro volta, trovano un habitat sicuro e ottengono alcune sostanze minerali dai polipi.
Le esigenze dei polipi corallini e quelle delle alghe con cui vivono limitano la distribuzione geografica delle scogliere coralline: esse si sviluppano solo in mari caldi e poco profondi, poiché dev'esserci luce a sufficienza per le alghe, in acque trasparenti e pulite. Inoltre i fondali devono essere rocciosi per permettere l'adesione degli scheletri corallini.
La presenza delle scogliere isola dalla costa tratti di mare poco profondi, dalle acque tranquille e pulite dove vive una grandissima varietà di organismi.
L'ambiente delle scogliere coralline corre seri pericoli: minime variazioni, per esempio nella trasparenza o nella temperatura dell'acqua, possono bloccare la crescita delle colonie distruggendo così l'habitat di migliaia di altre specie.

## Dal mare risorse per l'uomo
Gli oceani costituiscono una grande risorsa naturale che può essere sfruttata dall'uomo per ricavare elevate quantità di alimenti, energia e materie prime.

### Pesca
La più antica e tuttora la più diffusa modalità di utilizzazione delle risorse marine è la pesca. Fin dalla Preistoria l'uomo ha catturato i pesci e gli altri animali del mare per cibarsene. Nel corso del tempo i metodi di cattura sono stati perfezionati ed è aumentata sempre più la quantità di pesce prelevata dalle acque dei mari e degli oceani.
Oggi la pesca è praticata con attrezzature moderne molto sofisticate. L'attività peschereccia si rivolge a quattro diversi tipi di specie marine: i pesci di profondità, come merluzzi e sogliole, che dimorano sui fondali e formano il menù tipico dei popoli nordici. C'è poi il pesce di superficie, costituito da aringhe, sgombri, tonni e salmoni, che fornisce circa 30 milioni di tonnellate all'anno. Meno importante è la pesca dei crostacei, come aragoste e gamberi, che tuttavia alcuni considerano una delle risorse alimentari del futuro. Infatti nell'area antartica vivono vasti banchi di minuscoli gamberetti, chiamati krill, utilizzati oggi soprattutto per produrre mangimi e fertilizzanti. All'ultimo posto ci sono le famiglie dei molluschi, come i polpi e i calamari, che forniscono oggi un milione di tonnellate all'anno.
La caccia alle specie ittiche negli ultimi decenni è aumentata considerevolmente e oggi la fauna di molte zone degli oceani si è drasticamente ridotta: nell'emisfero nord le zone di pesca sono ormai sfruttate oltre il limite del sostenibile e anche nell'emisfero australe ci si sta avviando verso la stessa situazione.
Il futuro dell'ecosistema oceanico è gravemente compromesso non solo dall'eccessivo sfruttamento delle risorse ittiche ma anche da altri interventi dell'uomo sull'ambiente, come l'inquinamento delle acque, la distruzione di molti ambienti umidi costieri e lo sviluppo del turismo.

### Risorse minerarie
Gli oceani contengono, disciolti nelle acque e in depositi su fondali, grandi quantità di minerali e sostanze combustibili preziose per l'uomo.
Tra i minerali contenuti nell'oceano il primo a essere estratto e utilizzato dall'uomo è stato il sale. Ancora oggi esistono le saline, vaste zone costiere nelle quali un sottile strato di acqua marina viene lasciato evaporare finché non rimane altro che il sale.
Un'altra risorsa importante è costituita dai depositi di sabbia, ghiaia e materiali calcarei presenti sui fondali meno bassi, utilizzati come materiali da costruzione dopo essere stati estratti con apposite navi-draghe.
A profondità maggiori scendono invece gli impianti di perforazione delle piattaforme per l'estrazione del petrolio e del gas naturale. Le prime industrie per lo sfruttamento dei depositi costieri di petrolio e gas sono sorte al largo della California, nel 1891. Oggi, le piattaforme galleggianti possono operare fino a 5000 m di profondità e sono in grado di immagazzinare temporaneamente il petrolio in serbatoi sottomarini di cemento, collocati nelle fondamenta della piattaforma stessa.
Dalle profondità oceaniche nascono riserve di metalli sempre più ricercati dall'industria, come nichel, rame. Attorno a 5000 metri di profondità si trovano depositati sui fondali i noduli polimetallici, ossia piccoli globi composti da vari metalli: manganese in maggiore quantità, poi ferro, rame e altri elementi; il loro sfruttamento è solo agli inizi poiché si sono incontrate difficoltà sia nella loro raffinazione, cioè nell'ottenere metalli puri e sia nel trovare tecniche economiche di estrazione di tali noduli dal fondale. Croste di cobalto si rinvengono sui pendii di monti sottomarino a profondità comprese fra 1000 e 2500 metri.
Di grande interesse è anche la presenza di depositi di fosfati sui fondali e di depositi di solfuri presenti nelle aree con attività vulcanica lungo le dorsali oceaniche a profondità comprese fra 500 e 5000 metri: tuttavia, anche in questo caso, il loro sfruttamento non è ancora diventato un'attività economicamente conveniente perché la tecnologia di estrazione non è stata perfezionata. Lo sviluppo di queste risorse risulta anche complesso per il fatto che si trovano in acque internazionali per il cui sfruttamento economico non esistono norme internazionali ben definite e universalmente accettate

## La vita sulle isole
Sparse in mezzo agli oceani esistono miriadi di piccole isole dove la linea di confine fra terra e acqua è il passaggio dominante e la vita è condizionata dalla presenza del mare. Nell'Oceano Pacifico si trovano gli arcipelaghi più lontani dalla terraferma: sono le isole della Polinesia, della Micronesia e della Melanesia. Nell'Oceano Atlantico le isole dei Caraibi e nell'Oceano Indiano le Seychelles, le Maldive e le Comore.
Questi territori hanno vissuto per secoli in condizioni molto difficili: le uniche attività praticabili erano l'agricoltura, spesso stentata, e la pesca, che fornivano i prodotti per il consumo delle popolazioni locali. Le enormi distanze scoraggiavano i traffici commerciali: molto spesso occorrevano giorni o settimane di navigazione in acque tempestose per raggiungere questi luoghi.
Negli ultimi decenni lo sviluppo delle comunicazioni (soprattutto del trasporto aereo) ha avvicinato moltissimo le isole ai continenti e ne ha cambiato le prospettive economiche e di vita. Innanzi tutto si è avuto un vivace sviluppo turistico: sono stati costruiti aeroporti, strade e grandi strutture alberghiere, spesso gestite da potenti organizzazioni turistiche internazionali.
Un'altra strada seguita dai governi di alcune isole (come le isole Cayman, oppure Repubblica Dominicana) per il rilancio del proprio territorio è stata quella di proporsi come paradisi fiscali: una legislazione tollerante ha portato moltissime società europee e americane a trasferire qui le loro sedi e i loro patrimoni. Lo sviluppo economico di questi territori si è pertanto indirizzato verso la costituzione di un forte terziario.
Infine va considerata anche l'importanza strategica che hanno assunto queste terre circondate dagli oceani: molti di questi isolotti sono ancora domini di altre nazioni (soprattutto Stati Uniti, Francia e Gran Bretagna) che conservano qui basi militari.

## I problemi dell'uso dell'ambiente
Lontano dalla fasce costiere, l'oceano è di tutti e tutti possono sfruttarlo a proprio piacimento. Questa situazione incontrollata favorisce il suo degrado e conduce all'esaurimento delle sue risorse. Inoltre, l'oceano è stato considerato per lungo tempo come un'enorme discarica nella quale poteva essere riversato qualunque genere di rifiuti. Era opinione diffusa che ogni sostanza scaricata in mare si diluisse fino al punto di scomparire e che l'acqua salata avesse un elevato potere disinfettante.
Nell'ultimo decennio si sta cercando di porre dei limiti all'uso indiscriminato dell'oceano con delle leggi che impediscano lo sfruttamento senza controllo delle acque o il loro inquinamento e favoriscano la gestione razionale delle risorse. Primi segnali di cambiamento sono i provvedimenti per ridurre l'inquinamento con l'introduzione dei depuratori delle acque di scarico delle città. Si inizia a pianificare la pesca, consentendo la produzione delle specie ittiche. Sono sorte numerose commissioni internazionali per il controllo della pesca: la più importante è l'UNEP (United Nations Environment Programme), che si occupa dei piani di notifica di aree marine e ha il sostegno di 120 nazioni.
Nel 1973 è stato sottoscritta la convenzione internazionale MARPOL (MARine POLlution - International Convention for the Prevention of Pollution From Ships) contro l'inquinamento a opera delle navi. Essa stabilisce le distanze da terra per gli scarichi, impone attrezzature adeguate ai porti per lo smaltimento delle scorie del petrolio e impedisce il lavaggio delle cisterne in alto mare. Purtroppo le norme Marpol non sono state recepite da tutti i paesi.
Un altro mezzo efficace per la difesa degli ecosistemi oceanici consiste nella creazione di riserve marine. Il parco marino più vasto e conosciuto nel mondo era quello della Grande barriera corallina che fino al 2017 orlava per circa duemila chilometri la costa nord-orientale dell'Australia.
Nel 2015 l'Italia si è fatta promotrice di un programma di recupero degli armamenti bellici gettati nei mari.

### Gli esperimenti nucleari nell'oceano
Nel 1970 la biologa statunitense Rachel Carson denunciava con un libro l'uso, da parte dell'uomo, dei mari come pattumiere, tra cui lo sversamento deliberato dei rifiuti radioattivi.
Dopo anni, e nonostante la protesta di molte nazioni, nel 1995 sono ripresi gli esperimenti nucleari francesi nell'atollo corallino di Mururoa, in Polinesia, nel cuore dell'Oceano Pacifico, con i quali il governo francese ha messo in serio pericolo l'integrità dell'oceano.
Ecco che cosa scriveva nel 1990 Steve Sawyer, membro del comitato di Greenpeace International:
"La principale delle nostre imbarcazioni, utilizzata in tanti scontri con cacciatori di balene e scaricatori di scorie, si chiama Guerriero dell'Arcobaleno (Rainbow Warrior), nome preso a prestito da un'antica leggenda degli indiani dell'America Settentrionale. Questa leggenda prediceva che, quando la Terra sarà malata e gli animali staranno per estinguersi, compariranno i "Guerrieri dell'Arcobaleno" (Rainbow Warriors), per proteggere le specie selvatiche e guarire la Terra... Tutto il mondo conosce la tragedia della Rainbow Warrior avvenuta nel porto di Auckland, in Nuova Zelanda, nel luglio del 1985. Il Guerriero dell'Arcobaleno, diretto a Mururoa nella Polinesia francese per guidare la protesta contro i continui esperimenti nucleari e l'inquinamento dell'ambiente marino a opera della Francia, venne bombardato e colato a picco da agenti dei servizi segreti francesi. Un membro dell'equipaggio annegò. Quattro anni dopo la tragedia è stato varato un secondo battello. La prima campagna di Greenpeace era diretta contro la sperimentazione di ordigni nucleari e tale obiettivo resta uno dei più importanti per l'organizzazione..."